# Gibson ES-135
 (novembre 2024).
La Gibson ES-135 est une guitare électrique à caisse semi-creuse faite par la Gibson Guitar Corporation. Introduite en 1956, sa production a été interrompue en 1958. Le modèle, avec quelques modifications, a été réintroduit en 1991 et est resté en production discontinue jusqu'en 2005. L'ES-135 est désormais remplacée au catalogue par le modèle ES-137, sorti en 2002.

## Spécifications

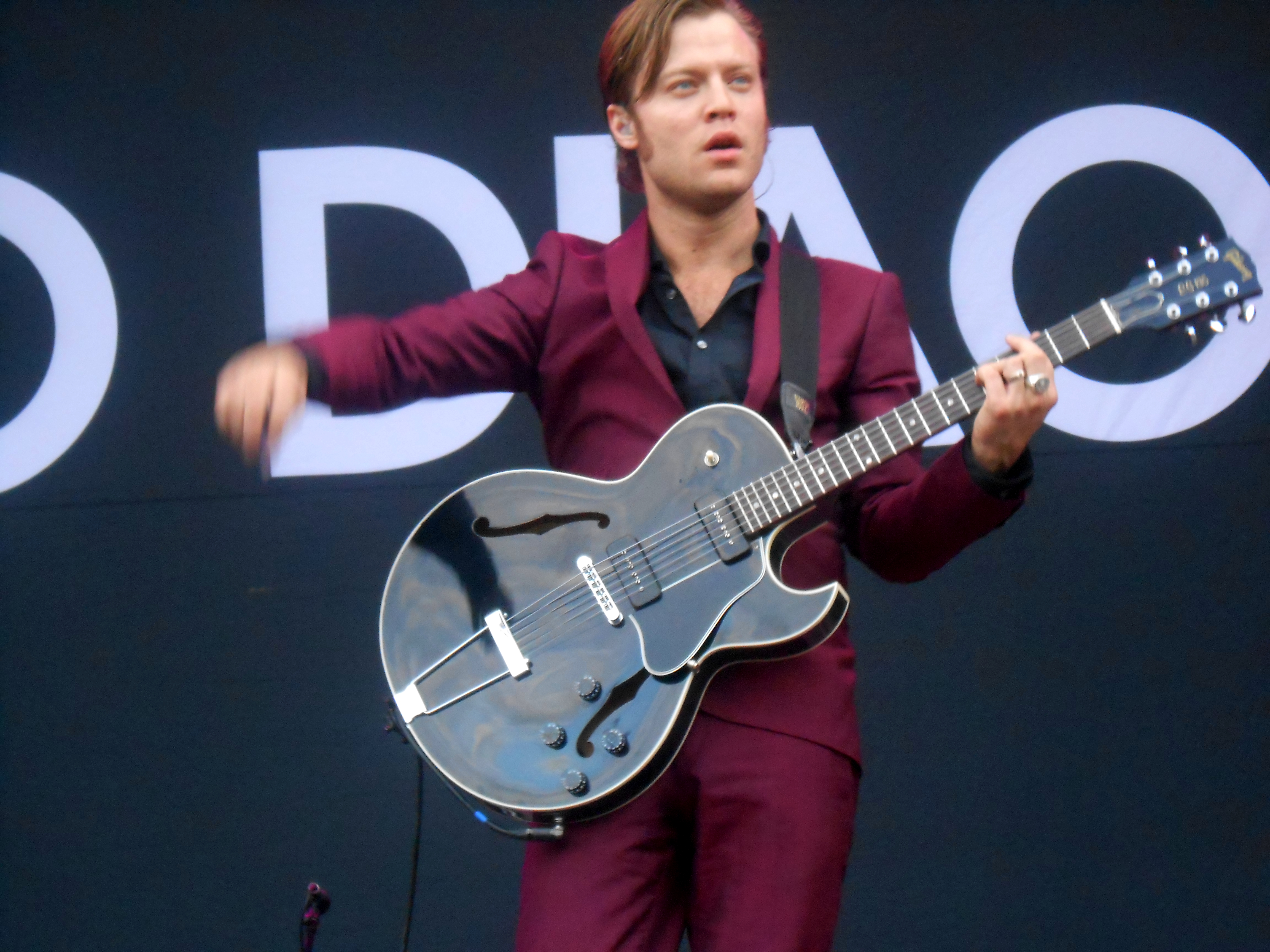
Björn Dixgård de Mando Diao jouant en concert sur une ES-135 Black.

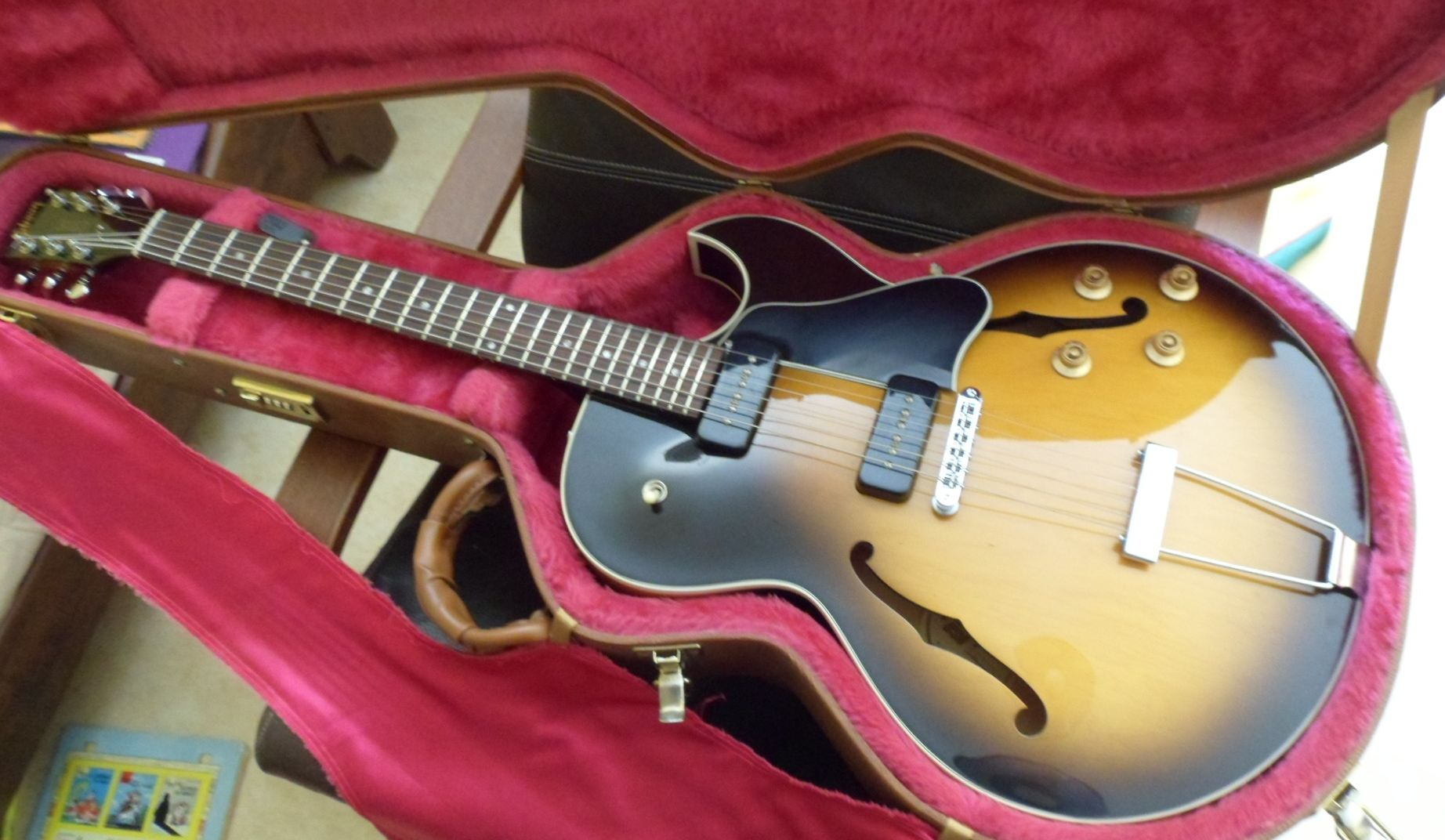
Gibson ES-135 Sunburst dans son étui.

Le nom ES-135 fait référence, d'une part à la série à laquelle le modèle appartient, ES signifiant « Electric Spanish », et au prix de vente de 135 dollars américains à sa sortie en 1958. La guitare, lors de son lancement, était ainsi la moins chère dans la gamme des guitares ES Gibson mais offrait des équipements, câblage et qualité de construction similaires aux modèles plus onéreux. Lors de son lancement, Gibson a affirmé qu'il s'agissait de la première guitare électrique semi-creuse à coupe florentine du monde.
Avec un unique pan coupé dit « coupe florentine » similaire à celui des ES-175 et 295 (en), antérieures et plus chères, la guitare est construite autour d'une demi-caisse en érable/peuplier/érable de 16 pouces, d'une profondeur de 2 ¹⁄₄ pouces. Elle est équipée du même cordier trapèze que la 150, de deux micros P-100 (mini-humbuckers empilés avec des caches de P-90) reliés chacun à deux potentiomètres tonalité et volume, et d’un sélecteur à trois voies. Le corps suit un schéma de construction similaire à l'ES-335 mais utilise un bois différent et comme dans cette dernière, on retrouve un bloc central qui permet de limiter les larsens — ici en balsa, tandis qu'il est en érable sur la 335. Le manche est en érable trois pièces avec une touche en palissandre et des pastilles rondes pour marquer les positions. L'accastillage est chromé, sauf sur les modèles Limited Edition, et sur les modèles à micros P-100, ceux-ci sont recouverts de caches en plastique noir de style « soapbar » (« barre de savon »).

### Modèles et couleurs
L'ES-135 est passée par plusieurs changements au cours de sa production. Les micros P-100, destinés à avoir une gamme tonale et un niveau de sortie similaires au P-90 mais sans la tendance du simple bobinage à générer du bruit de fond, n'ont pas fait l'unanimité, ayant un ton jugé un peu moins mordant que les originaux tout en ayant tendance à saturer à des volumes élevés. L'utilisation de P-100 a donc été interrompue vers 1999 et ils ont été remplacés par des Humbuckers de type Gibson Classic. Le cordier en trapèze initial a pour sa part été remplacé par un cordier stop-bar désormais plus conventionnel.
Durant la production de 2003, des modèles sans ouïe sont sortis des usines, montés avec des Humbuckers type '57 Classic et un cordier stop-bar identique à celui des Les Paul. Les mécaniques sont des Grover à clef en métal type tulipe.
Il y a quatre types de mécaniques sur les diverses variantes de l'ES-135 : Les Grover Rotomatic à clefs métalliques rondes, les Grover à clefs métalliques en tulipe, les Kluson à clefs plastiques en tulipe, et enfin les Grover à clefs métalliques plaqué or sur les modèles Limited Edition.
La Gibson ES-135 est déclinée en cinq coloris : Sunburst, Red Cherry, Blueburst, Black, Natural.

### Historique de la production
- ES-135 1re série - 1956-1958 ;
- ES-135 2e série 1991 - discontinue jusqu'en 2005 ;
- ES-135 Black, sans ouïes - 2003 ;
- ES-135 Limited Edition, avec un accastillage plaqué or - 2002-2005.